# Diego Martínez Barrio
Diego Martínez Barrio y  (ur. 25 listopada 1883 w Sewilli, zm. 1 stycznia 1962 w Paryżu) – hiszpański polityk, członek hiszpańskiej masonerii.

## Życiorys
W 1933 został premierem Drugiej Republiki Hiszpańskiej po ustąpieniu z tego stanowiska Manuela Azanii. W rządzie Alejandro Lerroux otrzymał tekę Ministra Spraw Wewnętrznych. W 1934 roku stworzył Unię Republikańską (Unión Republicana), która weszła w skład Hiszpańskiego Frontu Ludowego. W lutym 1936 został przewodniczącym Kortezów, a po ustąpieniu Alcala-Zamory objął tymczasowo urząd prezydenta republiki. Podjął nieudaną próbę negocjacji ze zbuntowanymi generałami. Po zakończeniu wojny domowej znalazł się na emigracji, był szefem rządu republikańskiego na wygnaniu.